# Verdrag van Gastein
Het Verdrag van Gastein (1865) was een van de verdragen die een einde zouden moeten betekenen van de Sleeswijk-Holsteinse kwestie. Deze kwestie was een twist tussen Denemarken en de Duitse Bond over de status van de hertogdommen Sleeswijk, Holstein en Lauenburg.
In de Vrede van Wenen (1864) was besloten dat Sleeswijk, Holstein en Lauenburg onder gezamenlijk gezag van Pruisen en Oostenrijk kwamen. In de praktijk bleek dit echter moeilijk te realiseren. Spanningen tussen Pruisen en Oostenrijk leidden tot het Verdrag van Gastein. Dit verdrag werd op 14 augustus 1865 gesloten in Bad Gastein, waar het verdrag zijn naam ook aan ontleent: Holstein werd aan Oostenrijk toegewezen, en Sleeswijk en Lauenburg aan Pruisen. Hierbij werden twee andere partijen, de Duitse Bond en hertog Frederik van Sleeswijk-Holstein-Sonderburg-Augustenburg, gepasseerd. Op 20 augustus werd dit verdrag te Salzburg officieel erkend door koning Wilhelm I van Pruisen en keizer Frans Jozef I van Oostenrijk. Het verdrag stortte ineen door de pogingen van de Pruisische kanselier Otto von Bismarck om een oorlog met Oostenrijk te ontketenen: deze pogingen mondden uit in de Pruisisch-Oostenrijkse Oorlog.